# Gido Vermeulen
Gido Vermeulen, född 10 juli 1964 i Amsterdam, Nederländerna, är en volleybolltränare. Han har varit tränare för flera klubb- och landslag. Sedan mars 2024 är han förbundskapten för Sveriges herrlandslag i volleyboll.
Vermeulen började sin tränarkarriär i VV Martinus damlag. Han var tränare för säsongerna 1992-1996. Laget nådde under hans tid spel på Europeisk cupnivå.
Från 1994 till 1998 var han assisterande tränare för det Nederländernas damlandslag. Han började som assisterande förbundskapten till Bert Goedkoop, men när denne lämnade posten blev Gido Vermeulen tillfälligt förbundskapten. Samarbetet med följande förbundskaptenen Pierre Mathieu fungerade inte bra därför lämnade han de holländska volleybolldamerna 1998. Sista året med det holländska landslaget tränade han U18-damerna.
Han blev 1998 tränare för italienska Centro Ester Pallavolo, där han stannade under två säsonger. Han ledde Napoli-damerna till seger i CEV Cup 1998–1999 (numera kallas tävlingen CEV Challenge Cup). Han lämnade klubben 2000 för att ta över spanska CV Tenerife. I Spanien tränade han damlaget säsongen 2000/2001 och vann den spanska nationella titeln med klubben. Under åren mellan 2001 och 2003 arbetade han även som assisterande tränare för de holländska U19- och U23-volleybollslagen och även tillfälligt som assistent förbundskapten för det holländska damlaget. 2001 blev han tränare för Chicago Thunders under ett år i den kortlivade serien USPV League. Mellan 2004 och 2008 var Vermeulen huvudtränare för det holländska U21-damlaget i volleyboll.
Vermeulen utsågs 2008 till förbundskapten för det Spaniens damlandslag, en post som han hade till 2012. Under de åren lyckades Spanien inte kvalificera sig till vare sig OS, VM eller Medelhavsspelen. Däremot blev de nia vid EM 2009 och elva vid 2011. I European Volleyball League slutade Spanien på 6:e plats 2009.
Efter att ha arbetat i Spanien i fyra år blev han förbundskapten för Nederländernas damlandslag 2012. Laget missade OS 2012, då de förlorade mot Ryssland i kvalet i maj 2012. Samma år slutade Nederländerna på fjärde plats i European Volleyball League. 2013 vann laget Dela Trophy genom att slå Belgien i finalen. Vid EM 2013 gick laget till åttondelsfinal, där det förlorade mot Kroatien. Laget deltog också i FIVB World Grand Prix där de vann öppningsmatchen mot Kuba och slutade 12:a totalt. Vid VM 2014 slutade laget på 13:e plats.
Vissa av spelarna had inte längre förtroende för Vermeulen som tränare och skulle vägra spela för damlandslaget och han fortsatte som förbundskapten. Nederlandse Volleybalbond (volleybollförbundet) utsåg honom därför istället som förbundskapten för herrlandslaget (som efter att Edwin Benne slutat 2014 stod utan förbundskapten). Under hans ledning kvalificerade sig laget för EM 2015 i Italien och Bulgarien genom att vinna det avgörande kvalmötet mot Spanien. Vid gick de vidare från sin grupp, men åkte ut i åttondelsfinalen mot Slovenien. Det var inte tillräckligt bra för att laget skulle kvalificera sig för OS 2016 i Rio de Janeiro.
Laget kvalificerade sig däremot för EM 2017 genom att vinna sin kvalgrupp. Väl där gick det sämre då de förlorade alla gruppspelsmatcher. Det gick bättre vid VM 2018, där de deltog för första gången på 16 år. I gruppspelet vann de över både Brasilien och Frankrike och gick vidare till andra gruppspelsomgången. Där förlorade de mot Italien och Ryssland, vilket medförde att de blev åtta. Tre månader efter VM 2018 beslutade sig Vermeulen för att sluta som förbundskapten, en post som han för olika länder och både på senior och juniornivå haft under ett stort antal år.
Istället blev han i februari 2018 tränare för det polska herrlaget MKS Będzin. Under den första säsongen lyckades han rädda laget från nedflyttning. Under andra säsongen gick det sämre och halvvägs genom säsongen fick han sparken då laget låg på 13:e plats. I april 2019 blev han förbundskapten för Egyptens herrlandslag, med målet att kvalificera laget för OS 2020. Då laget efter att ha förlorat mot Tunisien i kvalet inte längre kunde nå turneringen fick han sparken i januari 2020.
Säsongen 2020/21 tränade Vermeulen det ryska damlaget VK Uralochka-NTMK. Efter Rysslands invasion av Ukraina 2022 lämnade han laget och Ryssland. Istället blev han åter tränare för Egyptens herrlandslag. Detta varade dock bara under två månader. Sedan mars 2024 är han förbundskapten för Sveriges herrlandslag.